# Kiss from the darkness
『Kiss from the darkness』（キス フロム ザ ダークネス）は、SCANDALの9枚目のアルバム。2020年2月12日にColourful Records内のプライベートレーベル『her』から発売された。

## 概要
- 前作『HONEY』から約2年振りのアルバム。
- CDは、初回限定盤A・B、通常盤、完全生産限定盤、アナログ盤[注 1]の5形態で発売。
- CDシングル『マスターピース/まばたき』、配信限定シングル『Fuzzy』『最終兵器、君』など、全11曲を収録[注 2]。
- サウンドプロデューサーとして、SASUKE、RADWIMPSの武田祐介、きのこ帝国の佐藤千亜妃が参加した楽曲が収録されている[6]。
- 初回限定盤Aの特典DVDには、自身のプライベートレーベル『her』設立からのメンバーを約1年間にわたり追いかけたドキュメンタリームービーを収録。
- 初回盤Bには雑誌「"her" Magazine」の第2弾が付属。
- 完全生産限定盤はミュージックビデオを集めたDVDとジャケットアートワークをプリントしたTシャツが同梱されたボックス仕様となっている。
- 本アルバムを携えて国内ホール会場、アジア、北米、ヨーロッパを周るワールドツアーを行う予定だったが新型コロナウイルス感染拡大の影響で全公演がキャンセルとなった。

## 収録曲

### CD
1. Tonight
作詞・作曲：MAMI　編曲：SASUKE
  - テレビ東京系ドラマ『来世ではちゃんとします』主題歌[7]
  - 近鉄パッセ「PASS'E BAZAR」CMソング[8]
2. マスターピース
作詞：RINA　作曲：MAMI　編曲：川口圭太
  - 24thシングルの1曲目
  - STV『熱烈!ホットサンド!』2019年4月度エンディングテーマ
  - ファッションワールド ニシムラ「フレッシャーズ レディース篇」CMソング
3. Fuzzy
作詞：RINA　作曲・編曲：MAMI
  - 配信限定2ndシングル
4. 最終兵器、君
作詞：RINA　作曲・編曲：MAMI
  - 配信限定3rdシングル
5. ランドリーランドリー
作詞・作曲：TOMOMI　編曲：武田祐介
6. NEON TOWN ESCAPE
作詞・作曲：HARUNA　編曲：佐藤千亜妃
7. セラミックブルー
作詞・作曲・編曲：MAMI
8. 記念日
作詞：RINA　作曲・編曲：MAMI
9. まばたき
作詞・作曲：RINA　編曲：MAMI
  - 24thシングルの2曲目
10. A.M.D.K.J.
作詞：RINA　作曲・編曲：MAMI
  - フジテレビ系アニメ『ゲゲゲの鬼太郎』第6シリーズ8代目エンディングテーマ[9]
  - 2020年1月8日に各配信サイトにて先行配信された。
11. 月
作詞：RINA　作曲：MAMI　編曲：立崎優介
12. YOU GO GIRL!
作詞：RINA　作曲・編曲：MAMI
  - CDのみのボーナストラック

### DVD

#### 初回限定盤A
| #  | タイトル                    | 作詞 | 作曲・編曲 |
| -- | --------------------------- | ---- | ---------- |
| 1. | 「"her" Diary 2018 – 2019」 |      |            |

#### 完全生産限定盤
- MUSIC VIDEO CLIPS

| #  | タイトル           | 作詞 | 作曲・編曲 |
| -- | ------------------ | ---- | ---------- |
| 1. | 「マスターピース」 |      |            |
| 2. | 「まばたき」       |      |            |
| 3. | 「Fuzzy」          |      |            |
| 4. | 「最終兵器、君」   |      |            |
| 5. | 「A.M.D.K.J.」     |      |            |
| 6. | 「Tonight」        |      |            |